# Lonicera micranthoides
Lonicera micranthoides är en kaprifolväxtart som beskrevs av Zab. Lonicera micranthoides ingår i släktet tryar, och familjen kaprifolväxter. Inga underarter finns listade i Catalogue of Life.